# 了
【了】 — китайський ієрогліф. Один з 854 ієрогліфів, обов'язкових для вивчення в японській середній школі.Часто використовується на письмі в японській мові.

## Значення
1. закінчувати(ся), завершувати(ся).
2. встановлювати, визначати.
3. розуміти, робити ясним.
4. розумний; ясний.
5. ясно, чітко.
6. нарешті, урешті-решт.
7. частка, що позначає кінець речення.

Ключ: 6 (亅 + 1);  Кількість рисок: 2.
Введення ієрогліфа методом цанзє: 弓弓 (NN); Введення ієрогліфа чотирикутним методом: 17207. .

## Прочитання
| Китайська         |                       |                   |                   |                 |                 |
| Мандаринська мова | Мандаринська мова     | Мандаринська мова | Мандаринська мова | Кантонська мова | Кантонська мова |
| чжуїнь            | піньїнь               | Вейд-Джайлз       | кирилиця          | ютпхін          | Єль             |
| ㄌㄜ· ㄌㄧㄠˇ     | le (le5) liǎo (liao3) | le5 liao3         | ле ляо            | liu5            | liu5            |

| Корейська |           |                |                |               |                  |
|           | хангиль   | стара латинка  | нова латинка   | Єль           | кирилиця         |
| Звук:     | 료 요     | ryo yo         | ryo yo         | lyo yo        | рьо йо           |
| Назва:    | 마칠 밝을 | mach'il palgûl | machil balgeul | machil palkul | мачхіль пальгиль |

| Японська |                               |                           |                           |
|          | кана                          | латинка                   | кирилиця                  |
| Он:      | りょう                        | ryō                       | рьō                       |
| Кун:     | おわる おえる さとる あきらか | owaru oeru satoru akiraka | овару оеру сатору акірака |
| Ім'я:    | あきら すみ のり              | akira sumi nori           | акіра сумі норі           |